# Jardim Presidente
O Jardim Presidente é um bairro pertencente ao distrito da Cidade Dutra na Zona Sul da capital paulista, parte da Subprefeitura da Capela do Socorro.

## História
O surgimento do bairro remete ao desenvolvimento da região da Capela do Socorro, com a imigração alemã que expulsou as tribos de índios Tupi para regiões mais extremas do Sul da capital. A onda dos imigrantes alemães remete ao Século XIX. No início do Século XX testemunhou-se o desenvolvimento dos bairros aos arredores da Cidade Dutra. Outro fluxo migratório se refere ao trabalhadores que saíram de várias regiões do Brasil, especialmente do Nordeste e Minas Gerais, na década dos anos de 1960 e 1970 para procurar melhores condições de vida e emprego na Cidade de São Paulo. Nas décadas de 1980 e 1990 a demografia local sofreu uma explosão com a infraestrutura e loteamento das antigas chácaras e construção na época o supermercado barateiro (atualmente Assaí Atacadista) e repartições públicas que possibilitaram uma integração maior com os bairros limítrofes do Jardim Iporanga e Jardim Jordanópolis. O local também abriga uma Unidade Básica de Saúde Jordanópolis, Escola Estadual Professor Giulio David Leone e a Paróquia Nossa Senhora das Dores e Santa Cruz.

### Transporte
No bairro há 2 linhas de transporte público no ponto Rua Álvares Correia, operadas pela Transwolff e Viação Grajaú.